# ジエチルスルフィド
ジエチルスルフィドまたはジエチルスルファイドまたはジエチルサルファイド（英語、diethyl sulfide、または、diethyl sulphide）とは、スルフィドの構造を持った、分子中に1つの硫黄原子を含む有機化合物の1種である。この化合物はチオエーテルに分類される化合物であり、その仲間としては、ジメチルスルフィド、ジブチルスルフィドなどがある。

## 概要
ジエチルスルフィドの分子式はC4H10Sなので、分子量は90.1872である

。
この分子は、C2H5SC2H5という、ちょうど中央の硫黄原子に2つのエチル基が結合した、左右対称の（分子内対称面を持った）構造をしている。常圧における融点は-100℃で、同じく常圧における沸点は90℃から92℃である

。
したがって、ジエチルスルフィドは常温常圧において、液体として存在する。そして、この液体はニンニクのような臭気を持っていて、かつ、可燃性である。ジエチルスルフィドは、ドリアンの実の臭気成分の1つであることが判明していて

、他にジャガイモにも含有されていることが知られている

。
なお、25℃における密度は0.837 g/ml 、37.7℃における蒸気圧は105 mmHg である

。
ちなみに、ジエチルスルフィドのCAS登録番号は、352-93-2である。消防法による第4類危険物 第1石油類に該当する。

## 合成
ジエチルスルフィドは、硫化水素とエチレンとを、酸化アルミニウム系の触媒下で反応させる方法で行うエタンチオールの商業的な生産における副生成物として生ずる。なお、ジエチルスルフィドの生成量は、硫化水素とエチレンの比を変更することによって、ある程度変えることができる。